# Scabiosa atropurpurea

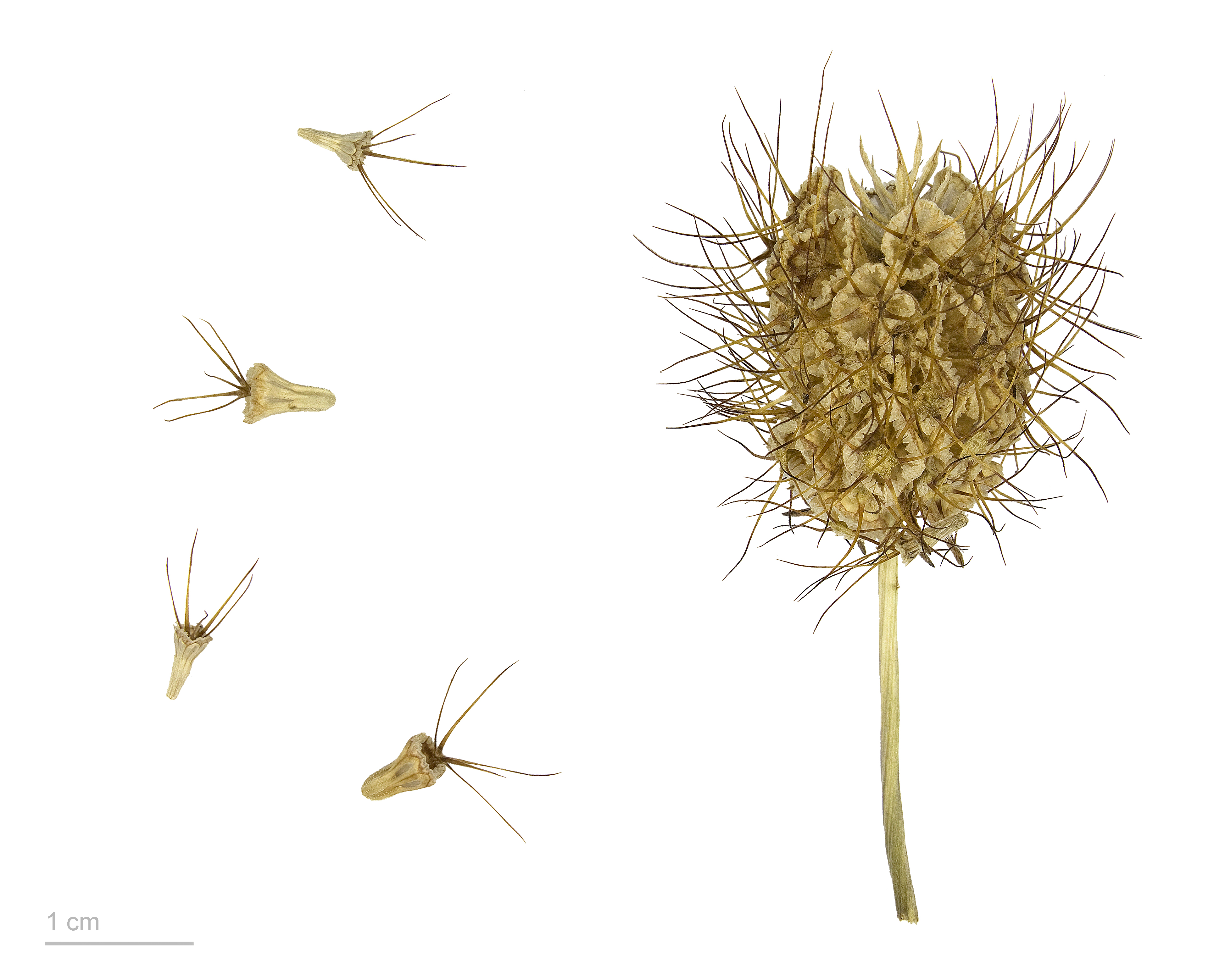
Scabiosa atropurpurea - MHNT

Scabiosa atropurpurea é uma espécie do gênero botânico Scabiosa, da família das Dipsacaceae, conhecida popularmente como saudade.